# Paper Towns
Paper Towns is het derde jeugdboek van de Amerikaanse auteur John Green. Het boek werd in oktober 2008 uitgebracht door Dutton Books en ontving in 2009 de Edgar Allan Poe Award voor het beste jeugdboek. In Nederland werd het boek genomineerd voor de Grote Jongerenliteratuur Prijs 2010.

## Titel
De titel van het boek verwijst naar fictieve plaatsnamen op landkaarten ter voorkoming van plagiaat.

## Verhaal
Quentin is al vanaf het begin van de middelbare school verliefd op zijn mysterieuze buurmeisje Margo. Als ze hem op een avond benadert, verdwijnt ze de dag erna plotseling. Met Margo's verdwijning komt Quentin in een zoektocht terecht. Ze heeft een spoor van cryptische aanwijzingen achtergelaten. Ook Ben, Radar en Lacey gaan naar haar op zoek. De eerste aanwijzing brengt hen naar een oude verlaten souvenirwinkel waar ze de volgende aanwijzing vinden, die hen regelrecht naar Agloe leidt, een plaats in New York die alleen op papier bestaat.Onderweg gebeuren er veel dingen tussen de vier vrienden. Eenmaal aangekomen op hun bestemming staat er een houten cabine in het midden van het grasveld. Ze wachten een uur lang maar Margo komt niet. Quentin blijft daar in de hoop dat ze toch komt. Na een lange tijd gaat hij met de bus. Terwijl hij in de winkel wacht op de bus ziet hij Margo voorbijlopen. Hij gaat achter haar aan om het zeker te weten. Hij roept haar naam en verbaasd draait ze zich om. In een kort gesprek merkt Quentin dat ze niet wilde dat hij kwam, omdat ze zichzelf wilde vinden. Hij kust haar en neemt dan afscheid. Eenmaal met de bus terug thuis aangekomen maakt hij zich klaar voor het schoolbal. Hij beseft dat niet Margo Roth Spiegelman zijn wonder was, maar zijn vrienden op het bal en het leven in het moment. Dan volgt er een klein stukje waarin Quentin vertelt over de roddels over waar Margo nu zou zitten.

## Personages
- Quentin "Q" Jacobsen - De hoofdpersoon en protagonist van het boek.
- Margo Roth Spiegelman - Quentins buurmeisje op wie hij verliefd is. Zij verdwijnt, waarop Quentin, Radar, Ben, Angela en Lacey naar haar op zoek gaan.
- Marcus "Radar" Lincoln - Een van Q's beste vrienden. Hij is actief bewerker van Omnictionary (een website die sterk lijkt op Wikipedia). Zijn ouders hebben 's werelds grootste verzameling zwarte Kerstmannen.
- Ben Starling - Een van Quentins vrienden.
- Lacey Pemberton - Margo's vriendin sinds hun kindertijd (hoewel Margo denkt dat Lacey haar niet mag) en Bens vriendin vanaf ongeveer de helft van het boek.
- Angela - Radars vriendin

## Omnictionary
In Paper Towns maken de personages veelvuldig gebruik van de website "Omnictionary", een grote online encyclopedie op basis van samenwerking, die vergelijkbaar is met Wikipedia. Deze website bestond daadwerkelijk en bevatte op 16 februari 2012 2260 artikelen, waarvan de meeste betrekking hadden op personages uit Paper Towns en op het leven van John en Hank Green. Op 5 december 2015 bestond de website echter niet meer.